# Hanuman och apornas tempel
Hanuman och apornas tempel (franska: Hanuman) är en fransk-indisk äventyrsfilm film från 1998 i regi av Frédéric Fougea efter ett manus av Fougea och Michel Fessler.

## Handling
Två öden korsas i ett gammalt indiskt kungarike. Tom, en arkeolog som bestämt sig för att stoppa plundringen av templen träffar Hanou, en liten föräldralös apa som blivit utstött av sin klan.

## Rollista
- Robert Cavanah – Tom
- Tabu – Anja
- Nathalie Auffret – Alice
- Khalid Tyabji – Deva
- Sidney Kean – Roberto
- Jaaved Jaaferi – Ashok
- Yarin Karyekar – polisofficeren
- Ramesh Pandit – Ravi

### Svenska röster
- Kenneth Milldoff
- Jan Modin
- Håkan Mohede
- Beatrice Järås
- Elin Albelin
- Fredrik Dolk
- Översättning – Robert Cranholt
- Regi – Håkan Mohede[5]

## Utgivning
Filmen har getts ut på VHS i Sverige av Sandrew Metronome och Triangelfilm.